# Мусієнко Владислав Володимирович
Владислав Володимирович Мусієнко (нар. 10 квітня 1971, м. Київ, Україна) — український репортажний та документальний фотограф.

## Життєпис
Владислав Мусієнко народився 10 квітня 1971 року в Києві.
Навчався у художній школі, де вивчав такі предмети, як  живопис, графіка, скульптура, історія мистецтв. Закінчив факультет радіофізики, електроніки та комп'ютерних систем Київського національного університету імені Тараса Шевченка.
Працював:
- фотографом-репортером міського видання «Газета по-киевски» (2005—2006[1])[2];
- фоторепортером вебсайту «Главред» (2006—2012)[1];
- фоторепортером вебсайту «Апостроф» (2016—2017)[1];
- особистим фотографом прем’єр-міністра України (2017—2019)[1][3].

З 2012 року — фотограф агентства УНІАН.

## Творчість
Писав акварелі, працював в інших техніках.

### Фотографія
В якийсь момент почав фотографувати Київ і поступово це стало основним його заняттям. Фотографії були надруковані в достатньо великій кількості фотоальбомів по Києву і Україні,  виходили листівки і конверти:1.
З 2013 року почав знімати балет, коли випадково потрапив за лаштунки.
У 2014 році знімав Революцію гідності в Києві з перших днів, коли декілька журналістів вийшли на Майдан Незалежності протестувати проти відмови Януковича підписати угоду про Асоціацію з ЄС.
У 2018 році Владислав поділився з BBC News Україна серією своїх фото під назвою «Файна Юкрайна».

## Нагороди та відзнаки
- орден «За заслуги» III ступеня (5 червня 2015) — за вагомий особистий внесок у розвиток вітчизняної журналістики, багаторічну сумлінну працю та високу професійну майстерність[8],
- перше місце народного голосування «Український виклик» в рамках виставки World Press Photo 15 (2015) — за фото, яке зробив 18 лютого 2014 року під час Революції Гідності у Києві на перехресті вулиць Шовковична та Інститутська[9],
- шорт-лист премії Sony World Photography Awards в номінації Current affairs (2015)[10]
- Гран-прі XIII Міжнародного фотоконкурсу газети «День» (2011) — за роботу «Руки»[11]
- Приз Призів «Золотий День» XV міжнародного фотоконкурсу газети «День» (2010) — за фотографію «Сестри-жалібниці»[12]
- Гран-прі XI міжнародного фотоконкурсу газети «День» (2009) — за роботу «В притулку. Пирятин»[13]